# Agathe Yi Kyong-i
Pour les articles homonymes, voir Sainte Agathe et Agathe Yi (homonymie).
Agathe Yi Kyong-i ou Yi Kyŏng-i (en coréen 이경이 아가다) est une laïque chrétienne coréenne, martyre et sainte, née en 1814 près de Séoul en Corée, morte décapitée le 31 janvier 1840 à côté de Séoul.
Reconnue martyre et béatifiée en 1925 par Pie XI, elle est solennellement canonisée à Séoul par le pape Jean-Paul II le 6 mai 1984 avec 102 autres martyrs de Corée. 
Sainte Agathe Yi Kyong-i est fêtée le 31 janvier et le 20 septembre.

## Biographie
Agathe Yi Kyong-i naît en 1814 près de la ville de Séoul, en Corée. Elle est d'une famille catholique. 
Agathe est mariée, mais avec un eunuque. Elle en parle au vicaire épiscopal Laurent Imbert, qui lui dit alors qu'elle peut se séparer de son mari. Après la séparation d'avec son mari, Agathe Yi Kyong-i ne peut pas rester vivre chez sa mère, car celle-ci est trop pauvre pour la garder. Elle part alors vivre avec Agathe Kwon Chin-i.
Pendant la persécution de 1839, Agathe Yi Kyong-i est arrêtée le 17 juillet 1839 en même temps qu'Agathe Kwon Chin-i. Les deux jeunes filles sont libérées par des policiers qui ont pitié d'elles. Mais elles sont ensuite de nouveau arrêtées, dans le modeste foyer catholique à Séoul où elles s'étaient réfugiées. Elles sont emprisonnées, sévèrement torturées et battues, mais elles refusent de renier leur foi.
Agathe Yi Kyong-i est finalement emmenée à l'extérieur de Séoul, dans un lieu appelé Tangkogae. Elle y est décapitée le 31 janvier 1840, en compagnie de cinq autres catholiques. Elle avait 27 ans.

## Canonisation
Agathe Yi Kyong-i est reconnue martyre par décret du Saint-Siège le 9 mai 1925 et ainsi proclamée vénérable. Elle est béatifiée (proclamée bienheureuse) le 5 juillet suivant par le pape Pie XI.
Elle est canonisée (proclamée sainte) par le pape Jean-Paul II le 6 mai 1984 à Séoul en même temps que 102 autres martyrs de Corée,. 
Sainte Agathe Yi Kyong-i est fêtée le 31 janvier, jour anniversaire de sa mort, et le 20 septembre, qui est la date commune de célébration des martyrs de Corée.